# 리베펠트-슈타인횔츨리 공립학교
리베펠트-슈타인횔츨리 공립학교(알레만어: Schule Liebefeld-Steinhölzli)는 스위스 쾨니츠의 공립 중학교이다. 조선민주주의인민공화국의 제3대 최고지도자인 김정은이 유학한 곳으로 알려져 있다.

## 역사
1956년, 헤스구트 학교의 옛 건물에 6개 학급 182명을 수용할 수 있는 규모로 개교했다. 베른 칸톤 최초의 중학교였다.
1957년, 지금의 슈타인횔츨리 건물로 이전했다. 1959년에 10번째 학급을 개설했다. 이때 학생 수는 293명이었다.
1987년 학생 강당에 새 도서관이 건립되었다. 1992년에 컴퓨터실이 생겨났다.
2005년 설립 50주년을 맞았다.

## 스포츠
축구 및 배구 클럽에서 방과후 스포츠 활동을 즐길 수 있다. 등록 가능한 선수는 배구 12명, 축구 18명으로 제한된다.

## 동문
- 김정은 - 1998년부터 2000년까지 국제 바칼로레아 과정을 밟았다.[5][6]